# Linda Sini
Linda Sini, född Ermelinda Siniscalchi 3 februari 1926 i Boccioleto, Piemonte, död 25 februari 1999 i Rom, var en italiensk skådespelerska.

## Roller i urval
- 1951 – Den vackraste
- 1960 – Doktor Mabuses 1000 ögon
- 1962 – Lyxraggaren
- 1962 – Roaring Years
- 1963 – Manslukerskan
- 1965 – Hämnaren i lädermask
- 1966 – En dollar per skott
- 1972 – Don't Torture a Duckling